# Lophochernes balzanii
Lophochernes balzanii es una especie de arácnido del orden Pseudoscorpionida de la familia Cheliferidae.

## Distribución geográfica
Se encuentra en Malasia.